# 桜 (ナイトdeライトの曲)
『桜』（さくら）は、ナイトdeライトの通算19枚目のシングル。2021年2月17日発売。

## 概要
2021年2月17日に発売。18th Single。前作『thankful』から約2ヶ月振りの発売となり、12カ月連続CDリリース企画後初のCDである。

## 収録曲

### リスト
| #         | タイトル                     | 作詞     | 作曲・編曲 | 時間 |
| --------- | ---------------------------- | -------- | ---------- | ---- |
| 1.        | 「桜」                       | 長沢紘宣 | 長沢紘宣   | 4:19 |
| 2.        | 「チェッカーフラッグ」       | 長沢紘宣 | 長沢紘宣   | 3:32 |
| 3.        | 「MAZE」                     | 長沢紘宣 | 長沢紘宣   | 3:58 |
| 4.        | 「生きててくれてありがとう」 | 田中満矢 | 田中満矢   | 4:57 |
| 合計時間: | 合計時間:                    | 16:46    |            |      |

### 収録曲について
1. 桜
作詞/作曲:長沢紘宣
ナイトdeライト初の卒業ソング。
2018年3月20日に渋谷で行われた「リフォユース500 前夜祭」で初披露。
発表から約2年越しでのCD化。
2. チェッカーフラッグ
作詞/作曲:長沢紘宣
第4回士別地域創生モーターショーイメージソング。
2018年7月12日に行われた「UP TO YOU全国入場無料ツアー@大阪」で初披露。
発表から約1年半越しでのCD化。このCDのために再収録されたもの。
3. MAZE
作詞/作曲:長沢紘宣
4. 生きててくれてありがとう
作詞/作曲:田中満矢
北海道いのちの電話タイアップソング。
自殺が多かった前年。そんな世の中に向けて言葉「生きててくれてありがとう」と率直に伝える曲。
17thシングル「thankful」カップリング曲。このCDのために再収録されたもの。
「thankful」に収録されているものには伴奏にピアノが入っていたが、今回は伴奏がアコースティックギターのみの弾き語りアレンジになっている。